# Gare de Sudbury
La  gare de Sudbury est une gare ferroviaire canadienne, située sur le territoire de la ville de Sudbury dans la province de l'Ontario.  À ne pas confondre avec la Gare de Sudbury Junction, situé à environ dix kilomètres au nord-est.
Gare voyageurs Via Rail Canada, c'est la gare de départ et d'arrivée du train Sudbury-White River.

## Histoire
La ligne du Canadien Pacifique, arrive dans la ville en 1883. Un premier bâtiment est construit au centre-ville en 1884 et le premier train de voyageurs dessert Sudbury le 14 novembre 1885. C'est le 28 juin 1886 qu'arrive le premier train intercontinental. 

Anciennes dessertes de la gare
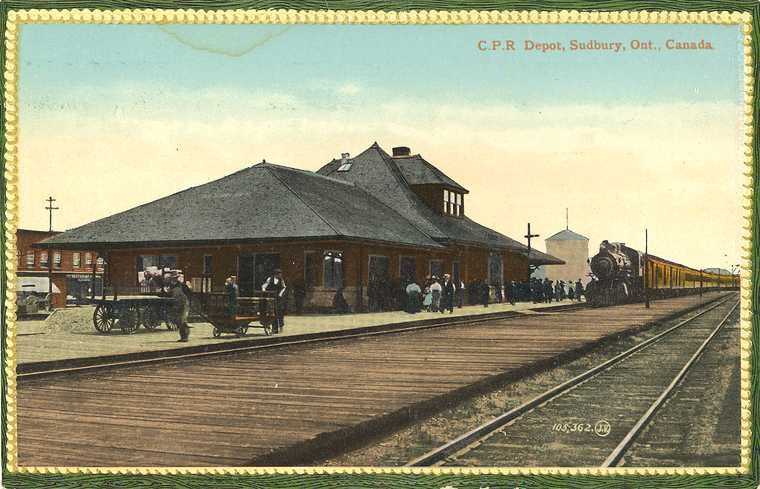
Vers 1919
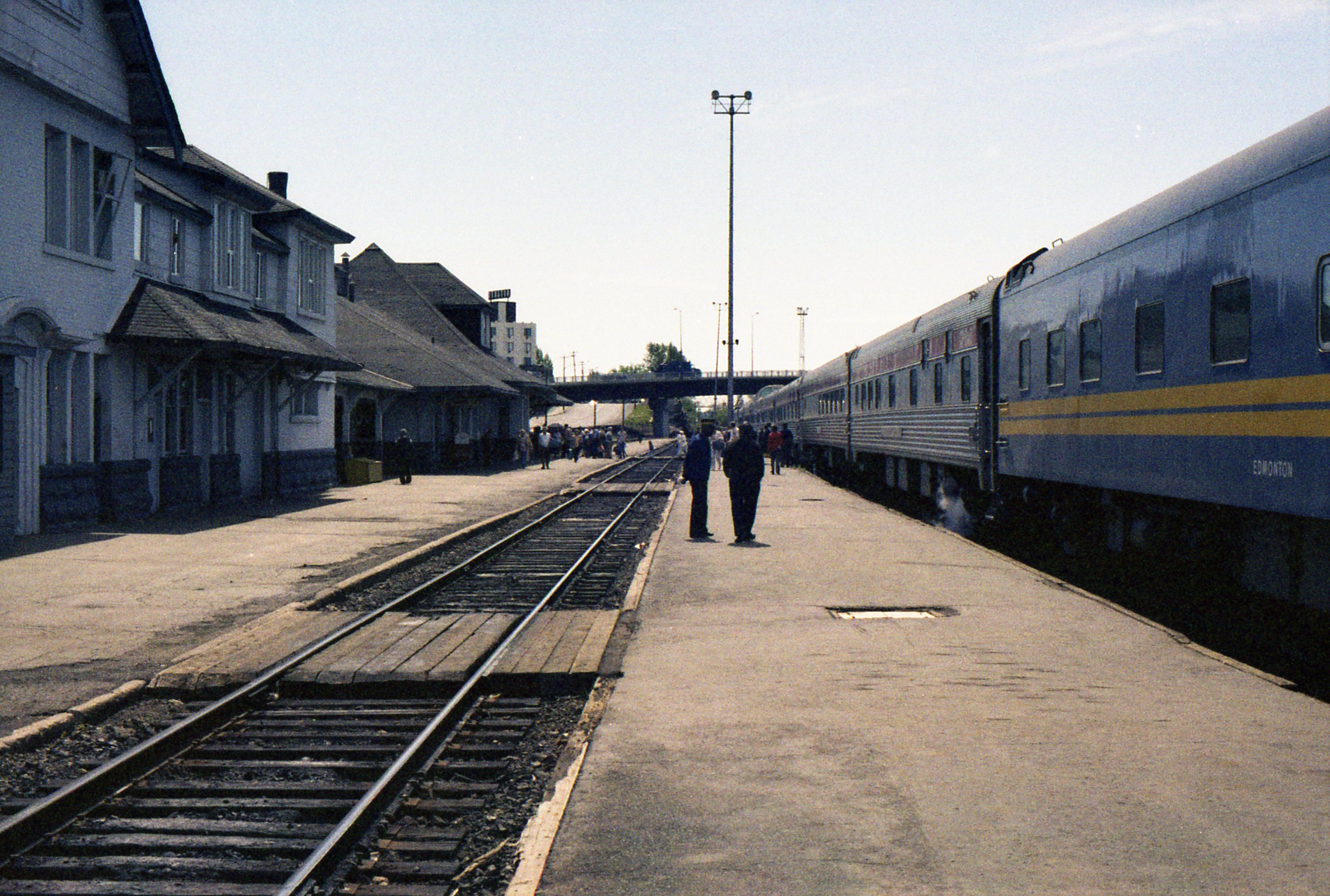
En 1978
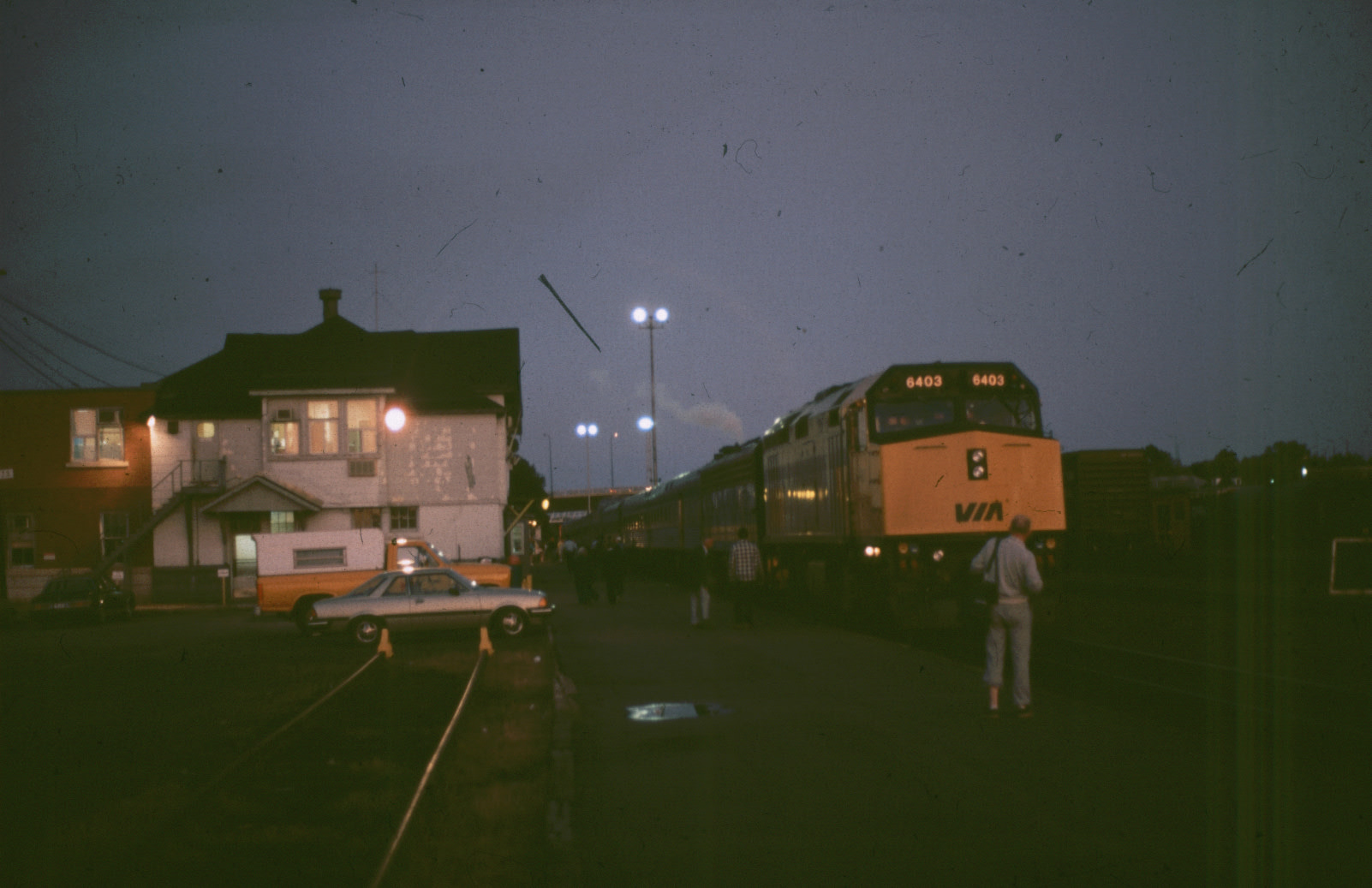
En 1987
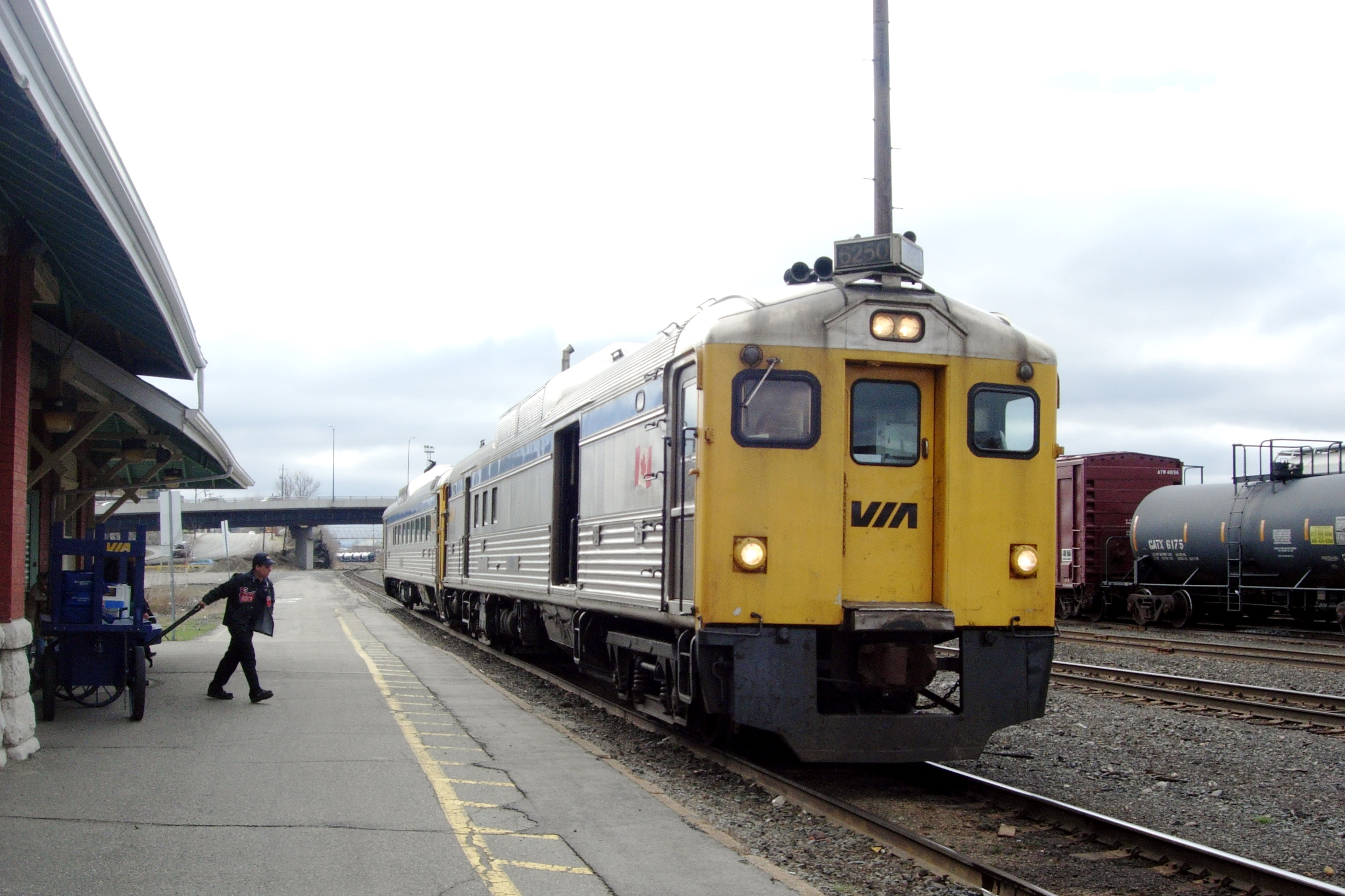
En 2007

## Service des voyageurs

### Accueil
Gare voyageurs Via Rail, elle dispose d'un bâtiment voyageurs, avec guichet. Les horaires d'ouverture sont : de 14h30 à 18h15 mercredi, vendredi et dimanche : de 08h00 à 09h45 mardi et samedi ; et de 07h30 à 11h15 jeudi. Elle dispose notamment d'un service de « paiement direct Interac », d'une salle de bagages, de toilettes et d'un téléphone. Des fauteuils roulants sont disponibles pour les personnes à mobilité réduite, qui par ce moyen ont accès au bâtiment et au quai.

### Desserte
Sudbury est uniquement desservie par le Train Sudbury-White River qui circule en navette jusqu'à la gare de White River. Le train 185, parcours de Sudbury à White River, départ de la gare à 09h00 : le mardi, le jeudi et le samedi. Le train 186, parcours de White River à Sudbury, arrivé en gare à 18h30 : le mercredi, le vendredi et le dimanche.

Le Train Sudbury-White River à quai en 2014
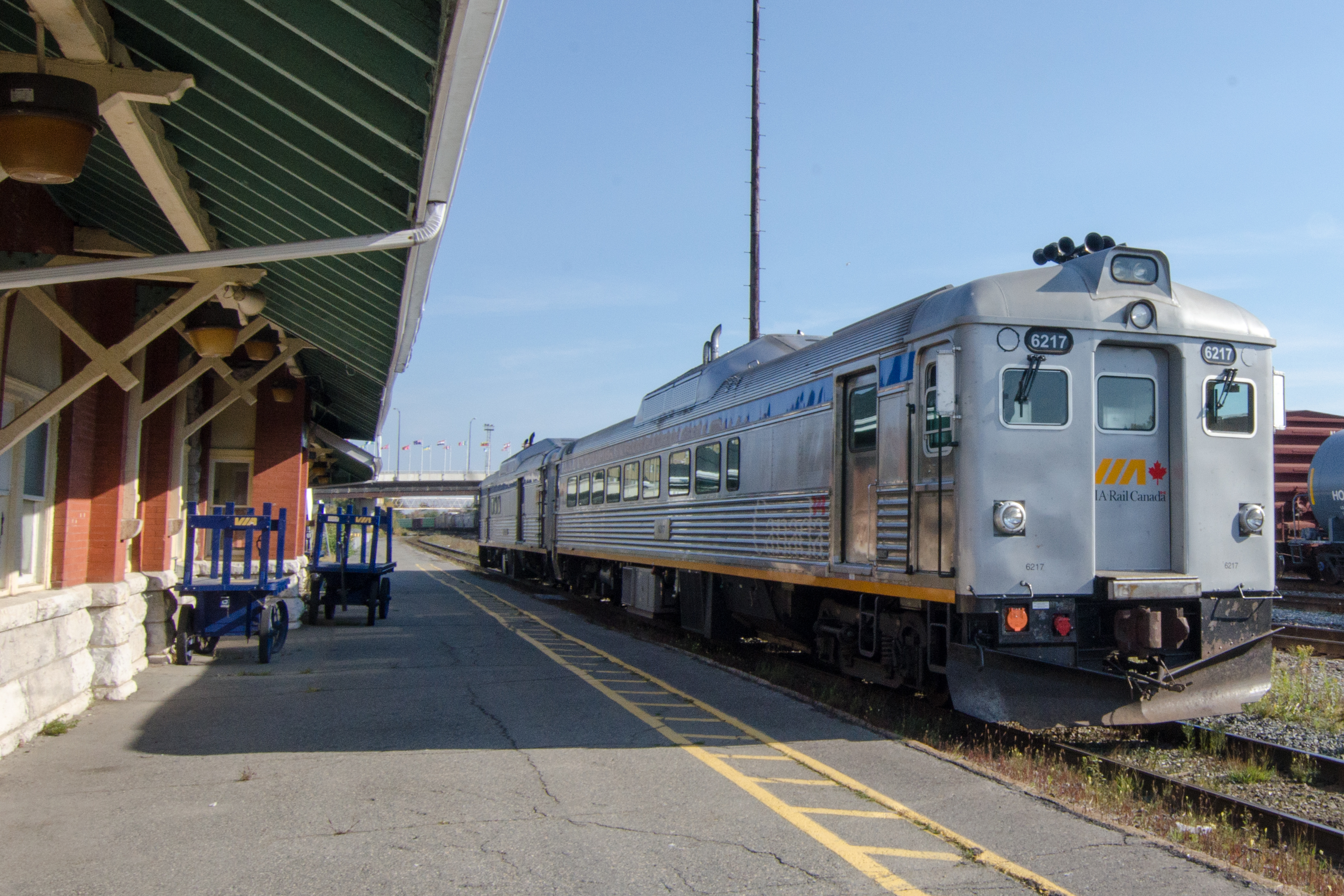
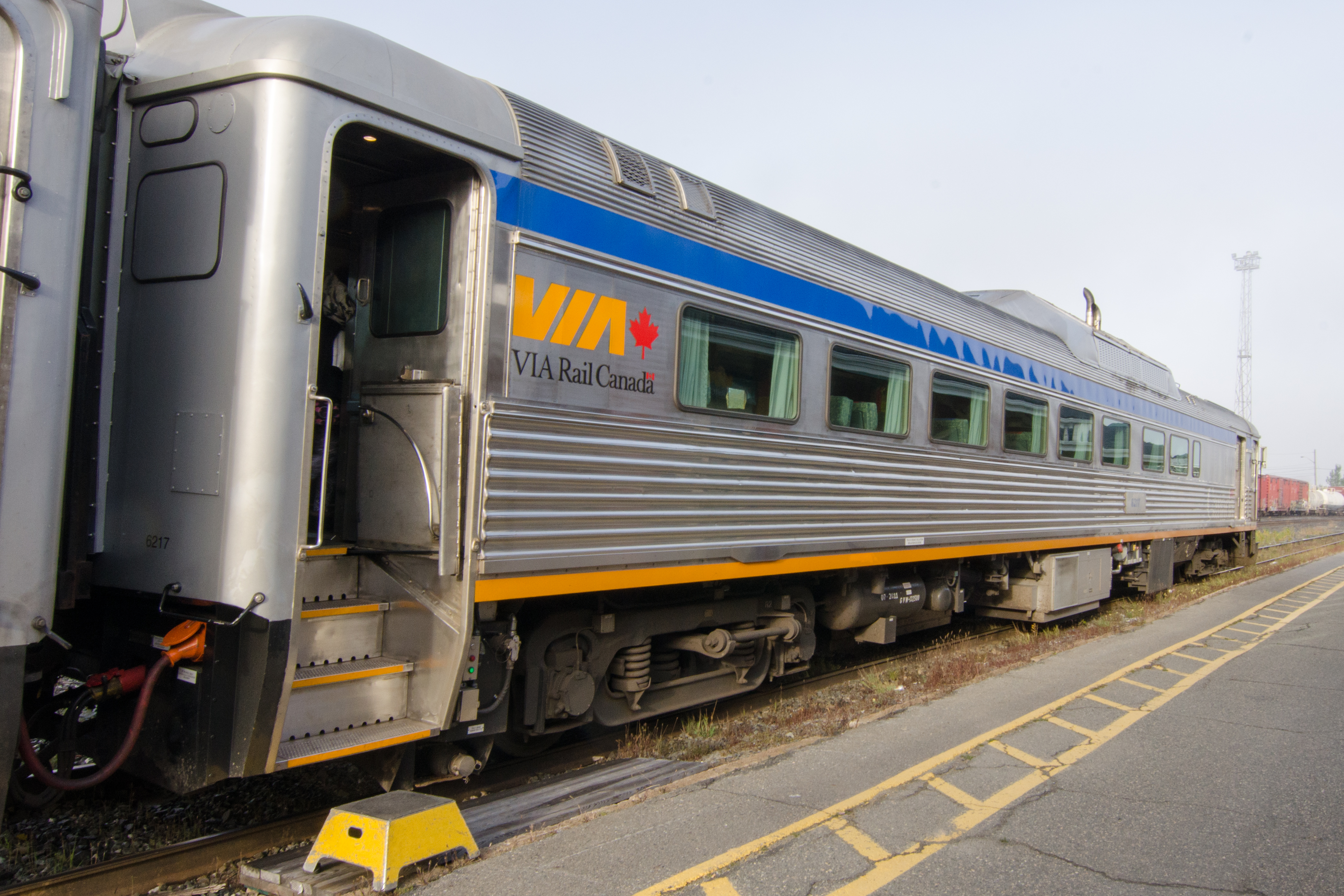

### Intermodalité
Une « boite à bicyclettes » et un parking gratuit (un bon de stationnement est à prendre en gare) y sont aménagés.
Pour les transports en commun : l'arrêt le plus proche du réseau Sudbury Trans est à un kilomètres, celui des autobus  interville est à trois kilomètres. Plusieurs loueurs de véhicules sont situés à deux kilomètres, un autre loueur est à l'aéroport à quarante minutes de la gare.

## Patrimoine ferroviaire
Le 7 novembre 1994, le bâtiment de la gare est désigné comme gare ferroviaire patrimoniale du Canada par le Commission des lieux et des monuments historiques du Canada.